# IWCC női labdarúgó-klubvilágbajnokság
Az IWCC női labdarúgó-klubvilágbajnokság (IWCC), szponzori okokból korábban mobcast kupa, jelenleg Nestlé kupa nemzetközi egyenes kieséses rendszerű labdarúgótorna, melyben női klubcsapatok mérkőznek meg. A bajnokságot a Japán labdarúgó-szövetség és a Nadesiko liga szervezi. Az első IWCC női labdarúgó-klubvilágbajnokságot 2012 novemberében tartották meg Japánban négy csapat, az Olympique Lyonnais (Európa), a Canberra United FC (Ausztrália), az INAC Kóbe Leonessa (Japán) és az NTV Beleza (kupagyőztes, Japán) részvételével. A jelenlegi győztes, a São José a de facto klubvilágbajnok, akik 2–0-s gólkülönbséggel győzték le az Arsenal csapatát a 2014-es döntőben.
A Nadesiko liga felsővezetője, Josinori Tagucsi 2012 októberében bejelentette, hogy három éven keresztül szeretnék megrendezni a versenyt és több bajnokcsapatra is ki akarják terjeszteni, így a dél-amerikai Copa Libertadores győztesére. A szervezők elképzelések szerint az Nemzetközi Labdarúgó-szövetség (FIFA), a sport nemzetközi irányító szervezete a bajnokságot végsősoron a FIFA-klubvilágbajnokság női megfelelőjeként fogja jóváhagyni.

## Szervezés
A bajnokság első, 2012-es kiadásának házigazdája a Japán labdarúgó-szövetség és a japán női labdarúgó-bajnokság volt, míg szervezője a „2012-es mobcast kupa IWCC női labdarúgó-klubvilágbajnokság szervezőbizottság” volt.

## Eredmények
| Év             | Házigazda | Döntő              | Döntő       | Döntő              | Bronzmérkőzés      | Bronzmérkőzés           | Bronzmérkőzés        | Csapatok száma |
| Év             | Házigazda | Győztes            | Eredmény    | Második helyezett  | Harmadik helyezett | Pontszám                | Negyedik helyezett   | Csapatok száma |
| -------------- | --------- | ------------------ | ----------- | ------------------ | ------------------ | ----------------------- | -------------------- | -------------- |
| 2012 részletek | Japán     | Olympique Lyonnais | 2–1 (h. u.) | INAC Kóbe Leonessa | NTV Beleza         | 4–3                     | Canberra United      | 4              |
| 2013 részletek | Japán     | INAC Kóbe Leonessa | 4–2         | Chelsea            | Sydney FC          | 3–3 4–2 (büntetőpárbaj) | Colo Colo            | 5              |
| 2014 részletek | Japán     | São José           | 2–0         | Arsenal            | Urava Red Diamonds | 4–0                     | Okajama Junogó Belle | 6              |

## Díjak
| Év   | Legértékesebb játékos | Legimpozánsabb játékos | Gólkirály                                                       |
| ---- | --------------------- | ---------------------- | --------------------------------------------------------------- |
| 2012 | Corine Franco         | Csi Szojun             | Ivasimizu Azusza Nagaszato Aszano Lara Dickenmann Beverly Yanez |
| 2013 | Csi Szojun            |                        | Francisca Lara Beverly Yanez Nakadzsima Emi Renee Rollason      |
| 2014 | Rosana                |                        | Óno Sinobu Kira Csinacu Nakano Manami Arimacsi Szaori           |

## Pénzdíj
A győztes 60 000 dollárt kap az összesen 100 000 dolláros nyereményalapból.